# Lista de vereadores de Monte Alegre de Minas
Esta é a lista de vereadores de Monte Alegre de Minas, município brasileiro do estado do Minas Gerais.
A Câmara Municipal de Monte Alegre de Minas é o órgão legislativo do município de mesmo nome. A atual legislatura é composta por 11 vereadores.

## Legislatura de 2025–2028
Estes são os vereadores eleitos em 06 de outubro de 2024, para o período de 1° de janeiro de 2025 a 31 de dezembro de 2028:
|    | Nome                                                                               | Partido                                | Votos | Situação         | Observações |
| -- | ---------------------------------------------------------------------------------- | -------------------------------------- | ----- | ---------------- | ----------- |
| 1  | Flávio Oliveira de Souza, Flavinho do Canaã (Monte Alegre de Minas, 07.05.1975)    | Partido Social Democrático (PSD)       | 619   | Eleito por QP    | 3º mandato  |
| 2  | Admar Antônio Arantes, Ademar do Abacaxi (Canápolis, 06.06.1958)                   | Partido Social Democrático (PSD)       | 530   | Eleito por QP    | 4º mandato  |
| 3  | Ronaldo Ferreira Fontes, Ronaldinho (Monte Alegre de Minas, 18.01.1985)            | Partido Liberal (PL)                   | 524   | Eleito por QP    | 3º mandato  |
| 4  | Adriel Garcia Garzoni, Dr. Adriel (Uberlândia, 23.07.1983)                         | Solidariedade (Solidariedade)          | 486   | Eleito por QP    | 1º mandato  |
| 5  | Waltieris Batista Ferreira, Waltieris Batista (Monte Alegre de Minas, 14.10.1982)  | Partido Liberal (PL)                   | 479   | Eleito por QP    | 1º mandato  |
| 6  | Samir Vasconcelos Tannus, Samir Tannus (Uberlândia, 06.06.1988)                    | Movimento Democrático Brasileiro (MDB) | 451   | Eleito por QP    | 2º mandato  |
| 7  | Mara Regina Teixeira Guimarães, Mara Vereadora (Monte Alegre de Minas, 23.09.1956) | Partido Social Democrático (PSD)       | 436   | Eleito por QP    | 7º mandato  |
| 8  | José Gonçalves Domingues Neto, Neto Enfermeiro (Monte Alegre de Minas, 17.10.1983) | Partido Socialista Brasileiro (PSB)    | 420   | Eleito por QP    | 3º mandato  |
| 9  | Maria Aparecida Rodrigues Santos, Nega do Vino (Monte Alegre de Minas, 21.06.1983) | Movimento Democrático Brasileiro (MDB) | 377   | Eleita por média | 2º mandato  |
| 10 | Adriana Aparecida Delfino Adriana Delfino (Monte Alegre de Minas, 01.11.1964)      | Partido Liberal (PL)                   | 364   | Eleita por média | 5º mandato  |
| 11 | Carlos Roberto Monteiro Mendonça, Chicão (Monte Alegre de Minas, 25.09.1978)       | Partido Socialista Brasileiro (PSB)    | 355   | Eleito por QP    | 4º mandato  |

## Legislatura de 2021–2024
Estes são os vereadores eleitos em 15 de novembro de 2020, pelo período de 1° de janeiro de 2021 a 31 de dezembro de 2024:
|    | Nome                                                                                     | Partido                                | Votos | Situação         | Observações |
| -- | ---------------------------------------------------------------------------------------- | -------------------------------------- | ----- | ---------------- | ----------- |
| 1  | Roberto Ferreira da Silva, Roberto Enfermeiro (2021) (Monte Alegre de Minas, 19.10.1977) | Partido Social Democrático (PSD)       | 1.020 | Eleito por QP    | 2º mandato  |
| 2  | Admar Antônio Arantes, Ademar do Abacaxi (Canápolis, 06.06.1958)                         | Partido Social Democrático (PSD)       | 601   | Eleito por QP    | 3º mandato  |
| 3  | Flávio Oliveira de Souza, Flavinho do Canaã (2022) (Monte Alegre de Minas, 07.05.1975)   | Partido Socialista Brasileiro (PSB)    | 569   | Eleito por QP    | 2º mandato  |
| 4  | Mara Regina Teixeira Guimarães, Mara Vereadora (Monte Alegre de Minas, 23.09.1956)       | Partido Social Democrático (PSD)       | 445   | Eleito por QP    | 6º mandato  |
| 5  | José Gonçalves Domingues Neto, Neto Enfermeiro (Monte Alegre de Minas, 17.10.1983)       | Partido Socialista Brasileiro (PSB)    | 442   | Eleito por QP    | 2º mandato  |
| 6  | Carlos Roberto Monteiro Mendonça, Chicão (Monte Alegre de Minas, 25.09.1978)             | Partido Democrático Trabalhista (PDT)  | 423   | Eleito por QP    | 3º mandato  |
| 7  | Samir Vasconcelos Tannus, Samir Tannus (Uberlândia, 06.06.1988)                          | Movimento Democrático Brasileiro (MDB) | 419   | Eleito por QP    | 1º mandato  |
| 8  | José Gomes de Siqueira Junior, Siqueira Junior (Uberlândia, 20.01.1987)                  | Partido Democrático Trabalhista (PDT)  | 368   | Eleito por QP    | 1º mandato  |
| 9  | Ronaldo Ferreira Fontes, Ronaldinho (Monte Alegre de Minas, 18.01.1985)                  | Movimento Democrático Brasileiro (MDB) | 298   | Eleito por QP    | 2º mandato  |
| 10 | Maria Aparecida Rodrigues Santos, Nega do Vino (Monte Alegre de Minas, 21.06.1983)       | Movimento Democrático Brasileiro (MDB) | 288   | Eleita por média | 1º mandato  |
| 11 | Valtenir da Silva, Tenir da Cultura (Monte Alegre de Minas, 27.09.1971)                  | Partido Social Democrático (PSD)       | 209   | Eleito por média | 1º mandato  |

## Legislatura de 2017–2020
Estes são os vereadores eleitos em 2 de outubro de 2016, pelo período de 1° de janeiro de 2017 a 31 de dezembro de 2020:
| Mesa Diretora (2019)                |                       |                        |                           |
| Nome                                | Início do mandato     | Fim do mandato         | Cargo                     |
| Flávio Oliveira de Souza (PSB)      | 1º de janeiro de 2019 | 31 de dezembro de 2019 | Presidente da Câmara      |
| Douglas Vasconcelos Andreani (PDT)  | 1º de janeiro de 2019 | 31 de dezembro de 2019 | Vice-presidente da Câmara |
| José Gonçalves Domingues Neto (PSB) | 1º de janeiro de 2019 | 31 de dezembro de 2019 | 1º Secretário             |
| Presley Gomes Neves (PDT)           | 1º de janeiro de 2019 | 31 de dezembro de 2019 | 2º Secretário             |

| Mesa Diretora (2018)               |                       |                        |                           |
| Nome                               | Início do mandato     | Fim do mandato         | Cargo                     |
| Ademar Antônio Arantes (PSD)       | 1º de janeiro de 2018 | 31 de dezembro de 2018 | Presidente da Câmara      |
| Mário da Rocha Filho (PSB)         | 1º de janeiro de 2018 | 31 de dezembro de 2018 | Vice-presidente da Câmara |
| Presley Gomes Neves (PDT)          | 1º de janeiro de 2018 | 31 de dezembro de 2018 | 1º Secretário             |
| Douglas Vasconcelos Andreani (PDT) | 1º de janeiro de 2018 | 31 de dezembro de 2018 | 2º Secretário             |

| Mesa Diretora (2017)                |                       |                        |                           |
| Nome                                | Início do mandato     | Fim do mandato         | Cargo                     |
| Presley Gomes Neves (PDT)           | 1º de janeiro de 2017 | 31 de dezembro de 2017 | Presidente da Câmara      |
| Flávio Oliveira de Souza (PSB)      | 1º de janeiro de 2017 | 31 de dezembro de 2017 | Vice-presidente da Câmara |
| José Gonçalves Domingues Neto (PSB) | 1º de janeiro de 2017 | 31 de dezembro de 2017 | 1º Secretário             |
| Admar Antônio Arantes (PSD)         | 1º de janeiro de 2017 | 31 de dezembro de 2017 | 2º Secretário             |

|    | Nome                                                                                    | Partido                                            | Votos | %    | Situação         | Observações |
| -- | --------------------------------------------------------------------------------------- | -------------------------------------------------- | ----- | ---- | ---------------- | ----------- |
| 1  | Presley Gomes Neves, Presley Enfermeiro (2017) (Monte Alegre de Minas, 17.09.1985–)     | Partido Democrático Trabalhista (PDT)              | 859   | 7,31 | Eleito por QP    | 1º mandato  |
| 2  | Laerte Henrique Mendonça (2020) (Uberlândia, 05.06.1959–)                               | Partido Democrático Trabalhista (PDT)              | 632   | 5,38 | Eleito por QP    | 1º mandato  |
| 3  | José Gonçalves Domingues Neto, Neto Enfermeiro (Monte Alegre de Minas, 17.10.1983–)     | Partido Socialista Brasileiro (PSB)                | 620   | 5,28 | Eleito por QP    | 1º mandato  |
| 4  | Mara Regina Teixeira Guimarães, Mara Vereadora (Monte Alegre de Minas, 23.09.1956–)     | Partido Social Democrático (PSD)                   | 563   | 4,79 | Eleito por QP    | 5º mandato  |
| 5  | Ronaldo Ferreira Fontes, Ronaldinho (Monte Alegre de Minas, 18.01.1985–)                | Partido do Movimento Democrático Brasileiro (PMDB) | 424   | 3,61 | Eleito por QP    | 1º mandato  |
| 6  | Paulo Marinho de Oliveira (Taperoá, 18.04.1965–)                                        | Partido dos Trabalhadores (PT)                     | 393   | 3,34 | Eleito por QP    | 3º mandato  |
| 7  | Douglas Pereira Mamede (Uberlândia, 02.08.1991–)                                        | Partido da República (PR)                          | 360   | 3,06 | Eleito por QP    | 1º mandato  |
| 8  | Douglas Vasconcelos Andreani (Monte Alegre de Minas, 02.10.1981–)                       | Partido Democrático Trabalhista (PDT)              | 359   | 3,06 | Eleito por média | 1º mandato  |
| 9  | Admar Antônio Arantes, Ademar do Abacaxi (2018) (Canápolis, 06.06.1958–)                | Partido Social Democrático (PSD)                   | 358   | 3,05 | Eleito por média | 2º mandato  |
| 10 | Flávio Oliveira de Souza, Flavinho do Canaã (2019) (Monte Alegre de Minas, 07.05.1975–) | Partido Socialista Brasileiro (PSB)                | 338   | 2,88 | Eleito por QP    | 1º mandato  |
| 11 | Mário da Rocha Filho, Marinho da Loja (Tupaciguara, 05.04.1961–)                        | Partido Socialista Brasileiro (PSB)                | 307   | 2,61 | Eleito por média | 2º mandato  |

## Legislatura de 2013–2016
Estes são os vereadores eleitos na eleições de 7 de outubro de 2012, pelo período de 1° de janeiro de 2013 a 31 de dezembro de 2016:
| Mesa Diretora (2016)                    |                       |                        |                           |
| Nome                                    | Início do mandato     | Fim do mandato         | Cargo                     |
| Reginaldo Alves (PP)                    | 1º de janeiro de 2016 | 31 de dezembro de 2016 | Presidente da Câmara      |
| Admar Antônio de Arantes (PDT)          | 1º de janeiro de 2016 | 31 de dezembro de 2016 | Vice-presidente da Câmara |
| Carlos Roberto Monteiro Mendonça (PP)   | 1º de janeiro de 2016 | 31 de dezembro de 2016 | 1º Secretário             |
| Marcos César Bittencourt Carvalho (PSB) | 1º de janeiro de 2016 | 31 de dezembro de 2016 | 2º Secretário             |

| Mesa Diretora (2015)                |                       |                        |                           |
| Nome                                | Início do mandato     | Fim do mandato         | Cargo                     |
| Admar Antônio de Arantes (PDT)      | 1º de janeiro de 2015 | 31 de dezembro de 2015 | Presidente da Câmara      |
| Reginaldo Alves (PP)                | 1º de janeiro de 2015 | 31 de dezembro de 2015 | Vice-presidente da Câmara |
| Mário da Rocha Filho (PDT)          | 1º de janeiro de 2015 | 31 de dezembro de 2015 | 1º Secretário             |
| Mara Regina Teixeira Guimarães (PP) | 1º de janeiro de 2015 | 31 de dezembro de 2015 | 2º Secretário             |

| Mesa Diretora (2014)                  |                       |                        |                           |
| Nome                                  | Início do mandato     | Fim do mandato         | Cargo                     |
| Mara Regina Teixeira Guimarães (PP)   | 1º de janeiro de 2014 | 31 de dezembro de 2014 | Presidente da Câmara      |
| Mário da Rocha Filho (PDT)            | 1º de janeiro de 2014 | 31 de dezembro de 2014 | Vice-presidente da Câmara |
| Reginaldo Alves (PP)                  | 1º de janeiro de 2014 | 31 de dezembro de 2014 | 1º Secretário             |
| Carlos Roberto Monteiro Mendonça (PP) | 1º de janeiro de 2014 | 31 de dezembro de 2014 | 2º Secretário             |

| Mesa Diretora (2013)                  |                       |                        |                           |
| Nome                                  | Início do mandato     | Fim do mandato         | Cargo                     |
| Mário da Rocha Filho (PDT)            | 1º de janeiro de 2013 | 31 de dezembro de 2013 | Presidente da Câmara      |
| Mara Regina Teixeira Guimarães (PP)   | 1º de janeiro de 2013 | 31 de dezembro de 2013 | Vice-presidente da Câmara |
| Carlos Roberto Monteiro Mendonça (PP) | 1º de janeiro de 2013 | 31 de dezembro de 2013 | 1º Secretário             |
| Sebastião Bragato Vieira (PSB)        | 1º de janeiro de 2013 | 31 de dezembro de 2013 | 2º Secretário             |

|    | Nome                                                                                         | Partido                               | Votos | %    | Situação         | Observações |
| -- | -------------------------------------------------------------------------------------------- | ------------------------------------- | ----- | ---- | ---------------- | ----------- |
| 1  | Gilberto Euzébio Ramos, Betinho da Verdura (Quirinópolis, 13.06.1967–)                       | Partido Democrático Trabalhista (PDT) | 777   | 6,41 | Eleito por QP    | 1º mandato  |
| 2  | Admar Antônio Arantes, Ademar do Abacaxi (2015) (Canápolis, 06.06.1958–)                     | Partido Democrático Trabalhista (PDT) | 634   | 5,23 | Eleito por QP    | 1º mandato  |
| 3  | Mara Regina Teixeira Guimarães (2014) (Monte Alegre de Minas, 23.09.1956–)                   | Partido Progressista (PP)             | 624   | 5,15 | Eleito por QP    | 4º mandato  |
| 4  | Mário da Rocha Filho, Marinho da Loja (2013) (Tupaciguara, 05.04.1961–)                      | Partido Democrático Trabalhista (PDT) | 572   | 4,72 | Eleito por média | 1º mandato  |
| 5  | Marcos César Bittencourt Carvalho, Marcão da Prefeitura (Monte Alegre de Minas, 14.02.1960–) | Partido Socialista Brasileiro (PSB)   | 527   | 4,35 | Eleito por QP    | 1º mandato  |
| 6  | Carlos Roberto Monteiro Mendonça, Chicão (Monte Alegre de Minas, 25.09.1978–)                | Partido Progressista (PP)             | 516   | 4,26 | Eleito por QP    | 2º mandato  |
| 7  | Reginaldo Alves (2016) (Uberlândia, 27.08.1964–)                                             | Partido Progressista (PP)             | 427   | 3,52 | Eleito por média | 2º mandato  |
| 8  | Adriana Aparecida Delfino (Monte Alegre de Minas, 01.11.1964–)                               | Partido Socialista Brasileiro (PSB)   | 365   | 3,01 | Eleito por QP    | 4º mandato  |
| 9  | Paulo Marinho de Oliveira (Taperoá, 18.04.1965–)                                             | Partido dos Trabalhadores (PT)        | 360   | 2,97 | Eleito por QP    | 2º mandato  |
| 10 | Sebastião Bragato Vieira (Monte Alegre de Minas, 15.09.1966–)                                | Partido Socialista Brasileiro (PSB)   | 354   | 2,92 | Eleito por QP    | 2º mandato  |
| 11 | Marco Aurélio Pereira Mendes, Marquinho da Farmácia (Uberlândia, 24.08.1967–)                | Partido da República (PR)             | 304   | 2,51 | Eleito por QP    | 1º mandato  |

## Legislatura de 2009–2012
Vereadores eleitos para a legislatura 2009/2012. São relacionados o nome civil dos 9 parlamentares que assumiram o cargo em 1º de janeiro de 2009, o partido ao qual eram filiados na data da posse e a quantidade de votos que receberam naquela eleição. O mandato expira em 31 de dezembro de 2012.
| Mesa Diretora (2012)           |                       |                        |                           |
| Nome                           | Início do mandato     | Fim do mandato         | Cargo                     |
| Reginaldo Alves (PP)           | 1º de janeiro de 2012 | 31 de dezembro de 2012 | Presidente da Câmara      |
| Roberto Ferreira da Silva (PP) | 1º de janeiro de 2012 | 31 de dezembro de 2012 | Vice-presidente da Câmara |
| Hélio Martins Pereira (PMDB)   | 1º de janeiro de 2012 | 31 de dezembro de 2012 | 1º Secretário             |
| Rosimar Ferreira Fontes (PDT)  | 1º de janeiro de 2012 | 31 de dezembro de 2012 | 2º Secretário             |

|   | Nome                                                                                           | Partido                                            | Votos | %     | Situação         | Observações |
| - | ---------------------------------------------------------------------------------------------- | -------------------------------------------------- | ----- | ----- | ---------------- | ----------- |
| 1 | Roberto Ferreira da Silva, Roberto Enfermeiro (2009) (Monte Alegre de Minas, 19.10.1977–)      | Partido Progressista (PP)                          | 1.350 | 11,75 | Eleito por QP    | 1º mandato  |
| 2 | Carlos Roberto Monteiro Mendonça, Chicão (2010) (Monte Alegre de Minas, 25.09.1978–)           | Partido Progressista (PP)                          | 585   | 5,09  | Eleito por QP    | 1º mandato  |
| 3 | Mara Regina Teixeira Guimarães, Mara Vereadora (Monte Alegre de Minas, 23.09.1956–)            | Partido Progressista (PP)                          | 531   | 4,62  | Eleito por QP    | 3º mandato  |
| 4 | Hélio Martins Pereira, Helinho (2011) (Monte Alegre de Minas, 09.11.1962–)                     | Partido do Movimento Democrático Brasileiro (PMDB) | 472   | 4,11  | Eleito por QP    | 1º mandato  |
| 5 | Reginaldo Alves (2012) (Uberlândia, 27.08.1964–)                                               | Partido Progressista (PP)                          | 386   | 3,36  | Eleito por média | 1º mandato  |
| 6 | Carlos Divino Lopes de Oliveira, Nenên do Ônibus da Saúde (Monte Alegre de Minas, 04.07.1953–) | Partido Trabalhista Brasileiro (PTB)               | 368   | 3,20  | Eleito por QP    | 2º mandato  |
| 7 | Terezinha Maria Silva Ferreira, Terezinha da Costura (Monte Alegre de Minas, 18.05.1953–)      | Partido dos Trabalhadores (PT)                     | 349   | 3,04  | Eleito por média | 1º mandato  |
| 8 | Rosimar Ferreira Fontes, Nenzinho (Arcos, 25.08.1959–)                                         | Partido Democrático Trabalhista (PDT)              | 336   | 2,93  | Eleito por QP    | 1º mandato  |
| 9 | Derli Martins Cardoso, Derli do Garcia (Monte Alegre de Minas, 27.10.1963–)                    | Partido Trabalhista Brasileiro (PTB)               | 332   | 2,89  | Eleito por média | 3º mandato  |

## Legislatura de 2005–2008
Vereadores eleitos para a legislatura 2005/2008. São relacionados o nome civil dos 9 parlamentares que assumiram o cargo em 1º de janeiro de 2005, o partido ao qual eram filiados na data da posse e a quantidade de votos que receberam naquela eleição. O mandato expira em 31 de dezembro de 2008.
|   | Nome                                                                                 | Partido                                        | Votos | %    | Situação         | Observações |
| - | ------------------------------------------------------------------------------------ | ---------------------------------------------- | ----- | ---- | ---------------- | ----------- |
| 1 | João Max de Sousa (2005) (Uberlândia, 29.04.1967–)                                   | Partido da Frente Liberal (PFL)                | 563   | 4,75 | Eleito por QP    | 5º mandato  |
| 2 | Divino Socorro Alves Gomes, Divininho (Monte Alegre de Minas, 12.12.1959–)           | Partido da Frente Liberal (PFL)                | 445   | 3,76 | Eleito por média | xº mandato  |
| 3 | Mara Regina Teixeira Guimarães, Mara Vereadora (Monte Alegre de Minas, 23.09.1956–)  | Partido Liberal (PL)                           | 423   | 3,57 | Eleito por QP    | 2º mandato  |
| 4 | Adriana Aparecida Delfino (2006) (Uberlândia, 01.11.1964–)                           | Partido Trabalhista Cristão (PTC)              | 317   | 2,68 | Eleito por média | 3º mandato  |
| 5 | Valério de Sousa Mendes (Monte Alegre de Minas, 13.03.1962–)                         | Partido da Social Democracia Brasileira (PSDB) | 301   | 2,54 | Eleito por QP    | 3º mandato  |
| 6 | Florivan Carvalho Vilela, Tototi (Monte Alegre de Minas, 18.05.1961–)                | Partido da Social Democracia Brasileira (PSDB) | 290   | 2,45 | Eleito por média | 2º mandato  |
| 7 | Rosário Aparecido Pereira, Zarin (Monte Alegre de Minas, 17.08.1967–)                | Partido Progressista (PP)                      | 241   | 2,03 | Eleito por QP    | 1º mandato  |
| 8 | Derli Martins Cardoso, Derli dos Garcias (2007) (Monte Alegre de Minas, 27.10.1963–) | Partido Trabalhista Brasileiro (PTB)           | 240   | 2,03 | Eleito por QP    | 2º mandato  |
| 9 | Maristex Luiz Vieira, Maristex da Ambulância (2008) (Uberlândia, 21.06.1965–)        | Partido Trabalhista Brasileiro (PTB)           | 235   | 1,98 | Eleito por média | 1º mandato  |

## Legislatura de 2001–2004
Vereadores eleitos para a legislatura 2001/2004. São relacionados o nome civil dos 13 parlamentares que assumiram o cargo em 1º de janeiro de 2001, o partido ao qual eram filiados na data da posse e a quantidade de votos que receberam naquela eleição. O mandato expira em 31 de dezembro de 2004.
|    | Nome                                                                                      | Partido                                            | Votos | %    | Situação         | Observações |
| -- | ----------------------------------------------------------------------------------------- | -------------------------------------------------- | ----- | ---- | ---------------- | ----------- |
| 1  | João Max de Sousa, João Marcos (2001) (Uberlândia, 29.04.1967–)                           | Partido da Frente Liberal (PFL)                    | 618   | 5,61 | Eleito por QP    | 4º mandato  |
| 2  | Sebastião Bragato Vieira (2004) (Monte Alegre de Minas, 15.09.1966–)                      | Partido Social Cristão (PSC)                       | 509   | 4,62 | Eleito por QP    | 1º mandato  |
| 3  | Divino Socorro Alves Gomes, Divininho (Monte Alegre de Minas, 12.12.1959–)                | Partido da Frente Liberal (PFL)                    | 490   | 4,45 | Eleito por QP    | xº mandato  |
| 4  | Mara Regina Teixeira Guimarães, Mara Contadora (Monte Alegre de Minas, 23.09.1956–)       | Partido da Frente Liberal (PFL)                    | 395   | 3,58 | Eleito por média | 1º mandato  |
| 5  | Florivan Carvalho Vilela (2003) (Monte Alegre de Minas, 18.05.1961–)                      | Partido da Social Democracia Brasileira (PSDB)     | 332   | 3,01 | Eleito por QP    | 1º mandato  |
| 6  | José Gonçalves Domingues (Monte Alegre de Minas, 02.02.1938–)                             | Partido Progressista (PP)                          | 313   | 2,84 | Eleito por QP    | 1º mandato  |
| 7  | Nelton Ferreira de Menezes, Neltinho do Lanche (Monte Alegre de Minas, 26.09.1970–)       | Partido da Social Democracia Brasileira (PSDB)     | 268   | 2,43 | Eleito por média | 1º mandato  |
| 8  | Derli Martins Cardoso, Derli do Garcia (2003) (Monte Alegre de Minas, 27.10.1963–)        | Partido Trabalhista Brasileiro (PTB)               | 252   | 2,29 | Eleito por QP    | 1º mandato  |
| 9  | Dr. Paulo Marinho de Oliveira (Taperoá, 18.04.1965–)                                      | Partido dos Trabalhadores (PT)                     | 228   | 2,07 | Eleito por QP    | 1º mandato  |
| 10 | Joaquim Manoel Nogueira, Joaquim Buta (Monte Alegre de Minas, 01.05.1940–)                | Partido Social Democrático (PSD)                   | 204   | 1,85 | Eleito por QP    | xº mandato  |
| 11 | Juarez Luiz Ferreira, Juarez do Sindicato (Monte Alegre de Minas, 06.07.1957–)            | Partido do Movimento Democrático Brasileiro (PMDB) | 192   | 1,74 | Eleito por QP    | xº mandato  |
| 12 | Carlos Divino Lopes de Oliveira, Nenên da Ambulância (Monte Alegre de Minas, 04.07.1953–) | Partido Social Cristão (PSC)                       | 185   | 1,68 | Eleito por média | 1º mandato  |
| 13 | Valério de Sousa Mendes (2002) (Monte Alegre de Minas, 13.03.1962–)                       | Partido Trabalhista Brasileiro (PTB)               | 178   | 1,62 | Eleito por média | 2º mandato  |

## Legislatura de 1997–2000
Vereadores eleitos para a legislatura 1997/2000. São relacionados o nome civil dos 13 parlamentares que assumiram o cargo em 1º de janeiro de 1997, o partido ao qual eram filiados na data da posse e a quantidade de votos que receberam naquela eleição. O mandato expira em 31 de dezembro de 2000.
|    | Nome                                                                 | Partido                                            | Votos | %    | Situação         | Observações |
| -- | -------------------------------------------------------------------- | -------------------------------------------------- | ----- | ---- | ---------------- | ----------- |
| 1  | Divino Socorro Alves Gomes (Monte Alegre de Minas, 12.12.1959–)      | Partido da Frente Liberal (PFL)                    | 383   | 3,70 | Eleito por QP    | xº mandato  |
| 2  | Irineu José de Lima (1998) (Patos de Minas, 13.03.1958–)             | Partido Trabalhista Brasileiro (PTB)               | 367   | 3,55 | Eleito por QP    | xº mandato  |
| 3  | João Max de Sousa (Uberlândia, 29.04.1967–)                          | Partido da Frente Liberal (PFL)                    | 353   | 3,41 | Eleito por QP    | 3º mandato  |
| 4  | Antônio Teodoro de Moura (2000) (Monte Alegre de Minas, 17.09.1960–) | Partido Trabalhista Brasileiro (PTB)               | 310   | 3,00 | Eleito por QP    | xº mandato  |
| 5  | Maurício André de Faria (Monte Alegre de Minas, 09.11.1969–)         | Partido Democrático Trabalhista (PDT)              | 286   | 2,76 | Eleito por QP    | xº mandato  |
| 6  | Adriana Aparecida Delfino (Uberlândia, 01.11.1964–)                  | Partido Progressista Brasileiro (PPB)              | 277   | 2,68 | Eleito por QP    | 2º mandato  |
| 7  | Valério de Sousa Mendes (1997) (Monte Alegre de Minas, 13.03.1962–)  | Partido Trabalhista Brasileiro (PTB)               | 262   | 2,53 | Eleito por QP    | 1º mandato  |
| 8  | Odete de Souza Oliveira (Monte Alegre de Minas, 25.02.1944–)         | Partido Social Cristão (PSC)                       | 249   | 2,41 | Eleito por QP    | xº mandato  |
| 9  | Vicente Paulo Arantes (Canápolis, 11.12.1951–)                       | Partido Trabalhista Brasileiro (PTB)               | 248   | 2,40 | Eleito por média | xº mandato  |
| 10 | Adelson Januário Ferreira (Monte Alegre de Minas, 25.03.1964–)       | Partido Progressista Brasileiro (PPB)              | 241   | 2,33 | Eleito por média | xº mandato  |
| 11 | Elias Alves de Gouveia                                               | Partido do Movimento Democrático Brasileiro (PMDB) | 222   | 2,15 | Eleito por QP    | xº mandato  |
| 12 | Edmilson Ribeira de Arantes (Canápolis, 27.02.1957–)                 | Partido Democrático Trabalhista (PDT)              | 204   | 1,97 | Eleito por média | xº mandato  |
| 13 | Edson Ney de Miranda (1999) (Monte Alegre de Minas, 02.05.1954–)     | Partido do Movimento Democrático Brasileiro (PMDB) | 175   | 1,69 | Eleito por média | xº mandato  |

## Legenda
| Cor  | Significado          |
| Bege | Presidente da Câmara |
| Azul | Suplente             |